# Luísa de Anhalt-Bernburgo
Guilhermina Luísa de Anhalt-Bernburgo (Ballenstedt, 30 de outubro de 1799 – Düsseldorf, 9 de dezembro de 1882 foi uma princesa alemã. Nascida como uma princesa de Anhalt-Bernburgo e membro da Casa de Ascânia, Luísa era filha de Aleixo Frederico Cristiano, Duque de Anhalt-Bernburgo e sua esposa Maria Frederica de Hesse-Cassel. Era casada com o Príncipe Frederico da Prússia. Tiveram dois filhos: Alexandre (1820-1896) e Jorge (1826-1902), que se tornou o patrono do museu da cidade. Seguiu seu marido para Düsseldorf em 1821, a princesa não era apenas uma devotada patrona de artistas locais, mas também uma pintora talentosa. Em Düsseldorf, uma escola secundária e uma rua levam o seu nome.

## Biografia

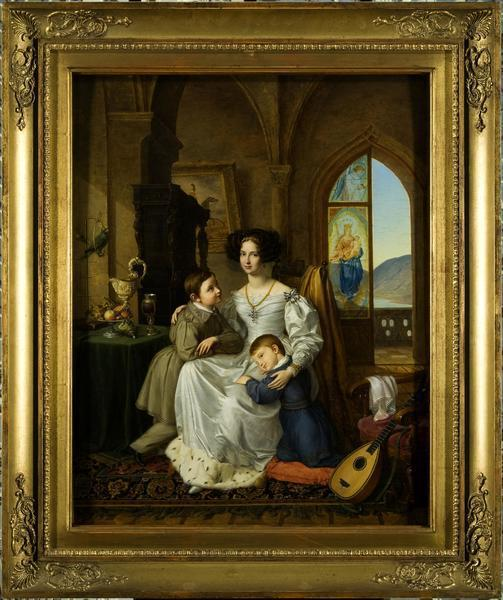
Retrato Luísa com seus filhos Alexandre e Jorge no Castelo de Rheinstein.

Guilhermina Luísa de Anhalt-Bernburgo nasceu em 30 de outubro de 1799 no Castelo de Ballenstedt. Nascida Condessa Anhalt-Bernburgo, ela já havia recebido aulas de desenho quando jovem. Agora ela verificou suas habilidades com pintores da Escola de Düsseldorf, como Caspar Scheuren. “Foi uma motivação puramente privada, nunca política”, as aquarelas mostram as flores exuberantes do jardim, a vista desobstruída para o lago do castelo interno e as encantadoras salas da galeria. "Essas fotos substituem virtualmente o que a fotografia é hoje." E expressar as condições de vida. Aquecedores em nosso sentido estavam longe de ser inventados. "No que diz respeito a isso, não era uma vida particularmente confortável", uma "enorme burocracia prussiana" no sentido do tamanho dos arquivos mostra quanto tempo demorou para que a instalação de fogões fosse permitida. Eles podem então ser examinados novamente em fotos da princesa. Em 1821, ela seguiu seu marido, o príncipe Frederico Guilherme Luís da Prússia, sobrinho do rei Frederico Guilherme III e pai dos seus filhos Alexandre e Jorge, mudaram-se para Düsseldorf e fixou residência no Palácio Jägerhof. Sob a influência do casal musicalmente interessado, a propriedade logo se tornou um centro de atividades culturais.
Ela já havia recebido aulas de desenho quando jovem. Agora ela verificou suas habilidades com pintores da Escola de Düsseldorf, com Caspar Scheuren. “Foi uma motivação puramente privada, nunca política”, as aquarelas mostram as flores exuberantes do jardim, a vista desobstruída para o lago do castelo interno e as encantadoras salas da galeria. "Essas fotos substituem virtualmente o que a fotografia é hoje." E expressar as condições de vida. Aquecedores em nosso sentido estavam longe de ser inventados. "No que diz respeito a isso, não era uma vida particularmente confortável", uma "enorme burocracia prussiana" no sentido do tamanho dos arquivos mostra quanto tempo demorou para que a instalação de fogões fosse permitida. Eles podem então ser examinados novamente em fotos da princesa. 
Também recebeu aulas de desenho e pintura, entre outras coisas de famosos pintores de Düsseldorf: Wilhelm Kaulbach, Theodor Hildebrandt e o paisagista Carl Scheuren. Em 1843, ela adquiriu Eller Castle and Manor e se dedicou à sua pintura amada aqui, longe da representação da residência real. Delicadas aquarelas, desenhos e pinturas a óleo de Düsseldorf, Eller e Castelo de Ballenstedt foram criados. No decorrer da turbulência da revolução, o príncipe Frederico foi chamado de volta a Berlim em 1848; ela o seguiu. Luísa só voltou a Düsseldorf em 1855 para um festival de música. Embora planejada apenas como uma estadia curta, ela permaneceu em Eller Castle até sua morte em 1882, pois uma doença nervosa crônica a impediu de fazer a árdua viagem de volta.
A princesa é lembrada pelos cidadãos de Düsseldorf como a protetora da "escola particular superior para meninas protestantes", a Luisenschule, fundada em 1837 e que leva seu nome. Sua pintura foi exibida várias vezes no Museu da Cidade de Düsseldorf.

## Casamento

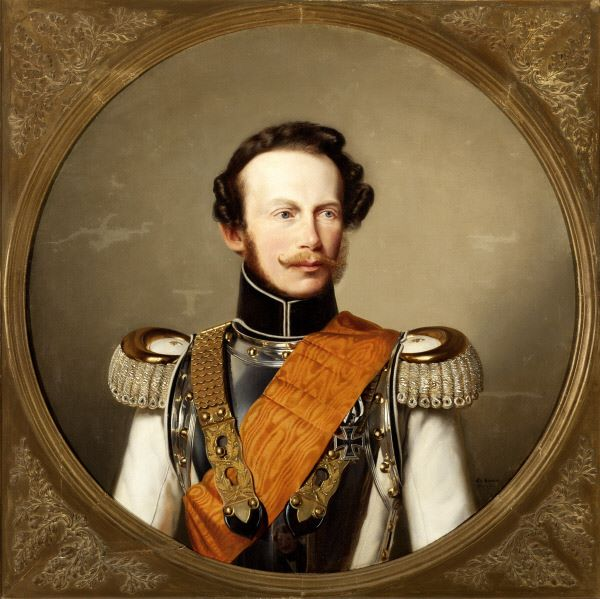
O marido de Luísa: Frederico da Prússia.

Depois da vitória sobre Napoleão, a Europa se reorganizou. E não importa o quanto você tenha sofrido com Napoleão antes, você teria adorado manter as liberdades consagradas no Código Napoleão. "As leis iniciadas pelos franceses eram mais progressistas do que as dos prussianos." Em abril de 1815, o rei prussiano Frederico Guilherme III assumiu. por resolução do Congresso de Viena, o governo do ex-Ducado de Berg. Com isso ele se tornou o dono do Schloss Benrath. Em 1821, veio o príncipe Frederico, seu sobrinho. Como comandante da divisão, ele não representava o governo, mas era uma espécie de embaixador. Uma pessoa gentil que, como membro do Schützen-, Gesang- und Kunstverein, tentou participar da vida social.
Seu maior patrimônio parece ter sido a bela e charmosa Guilhermina Luísa. "Um casamento por amor" ligava os dois. Mas tão harmoniosos quanto o casal, que trouxe o príncipe Alexandre (nascido em 1820) com eles quando se mudou de Berlim e recebeu o príncipe Jorge em Düsseldorf em 1826, não estavam apenas cheios de felicidade. Ela sofria de uma doença nervosa. Ainda não está claro se ela era maníaco-depressiva. "Era um assunto tabu." Sempre que possível, a "Princesa Frederico", como era normalmente chamada na corte prussiana, retirou-se para Benrath.

## Descendência
Em 21 de novembro de 1817 se casou com o príncipe Frederico da Prússia, neto do rei Frederico Guilherme II da Prússia. Desta união nasceram dois filhos:
- Alexandre da Prússia (21 de junho de 1820 - 4 de janeiro de 1896).
- Jorge da Prússia (12 de fevereiro de 1826 - 2 de maio de 1902).

## Últimos anos
O príncipe e a princesa preocuparam-se "Em grande medida em melhorar as relações entre a Prússia e os renanos". Pelo jeito afetuoso, o casal deu uma impressão diferente do que ser disciplinado até a ponta dos cabelos. "Você era o rosto mais amigável da Prússia." Eles mostraram que, apesar de todos os preconceitos, a Prússia também pode ter um interesse artístico, "o renascimento da Academia de Arte em 1819 é um exemplo disso". Eles também tinham ouvidos abertos para os costumes e a Igreja Católica, "Há evidências de que eles apoiaram com doações. Mas é claro que eles tinham que representar a política prussiana para o mundo exterior". Com a revolução de 1848, o príncipe teve problemas. Na verdade, ele era muito amigável com o povo. O marido de Luísa morreu em 1863. Ela se tornou viúva e retirou-se para o Castelo de Eller, onde foi cuidada pelas diaconisas Kaiserswerth até sua morte em 1882.